# Jóko Kanno
Jóko Kanno (菅野 よう子; *14. března 1964, Mijagi, Japonsko) je japonská hudební skladatelka, producentka a aranžérka.
Složila hudbu k mnoha počítačovým hrám, anime filmům, seriálům a reklamám. Mezi její nejznámější počiny patří hudba k seriálům Cowboy Bebop, Macross Plus, Ghost in the Shell: Stand Alone Complex, Wolf's Rain, The Vision of Escaflowne. Je rovněž frontmankou hudební skupiny The Seatbelts, se kterou nahrála hudbu k mnoha soundtrackům, na nichž pracovala. Je také známá jako skladatelka a producentka pro popové zpěvačky Maayu Sakamoto a Kyōko Koizumiho.